# Wackelkontakt

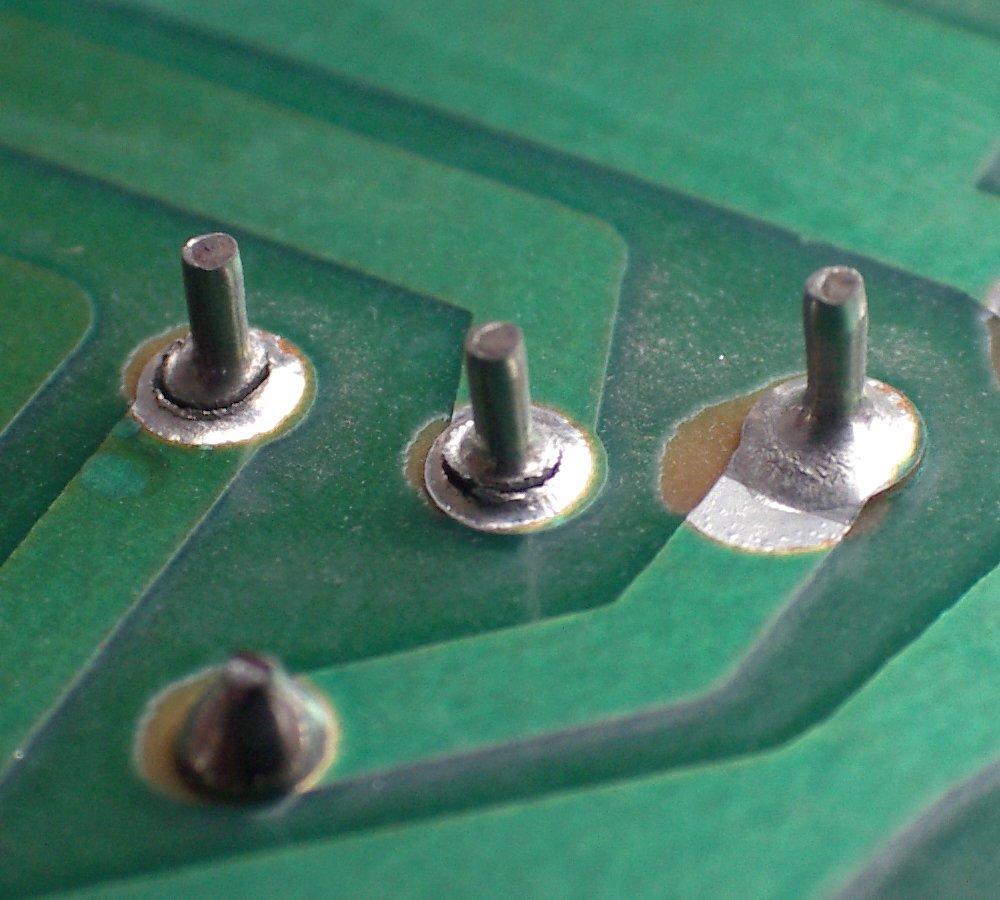
Gebrochene Lötstellen sind eine mögliche Ursache für einen Wackelkontakt

Als Wackelkontakt (auch kurz: Wackler) wird eine Stelle bezeichnet, die einen elektrischen Stromkreis aufgrund von lockeren Steckverbindungen oder Herstellungsfehlern, wie kalten Lötstellen, oder Verschleißerscheinungen unbeabsichtigt zeitweise unterbricht oder zumindest den Übergangswiderstand spontan stark variiert.
Von Elektrogeräten mit einem Wackelkontakt im Haushalt u. a. geht unter Umständen erhebliche Gefahr aus, da sie im Hausgebrauch meist nicht sofort als defekt angesehen, sondern mit ihren Schwächen weiterbetrieben werden. Kommt es zum Ausfall, kann schon eine leichte Bewegung des Gerätes ausreichen, um den Stromkreis vorübergehend wieder zu schließen. Wenn Geräte mit Wackelkontakt weiter betrieben werden, kann es an Wackelkontakten zu Störlichtbögen kommen, die durch Erhitzung die Leiter beschädigen oder zu Kabelbränden führen können. Das gilt besonders, wenn die Leitung, die den Wackelkontakt aufweist, höhere Ströme führt; dies ist für den Laien nicht ohne weiteres erkennbar. Davon abgesehen kann das rasch aufeinander folgende unfreiwillige Ein- und Ausschalten des Stromkreises an einem Wackelkontakt Funkstörungen verursachen. Elektrogeräte mit Wackelkontakt sollten nicht weiterbetrieben werden.
Wenn Glühlampen gelegentlich flackern, kann ein Wackelkontakt an verschiedenen Kontaktstellen liegen, auch zwischen zwei Teilen eines gebrochenen Wolframglühfadens, wenn diese durch die Schwerkraft und Stromkräfte noch aneinander anliegen, jedoch durch Stoß, Lagevariation gegenüber der Schwerkraft  oder Wärmeausdehnung zeitweise auseinandergerückt werden.
Wackelkontakte in komplexen elektronischen Geräten, wie Computern, können unter Umständen nur mit großer Mühe entdeckt werden, da sich die Kontaktunterbrechung nicht unbedingt im Totalausfall, sondern möglicherweise in einer sporadischen Fehlfunktion äußert.
Beim Prinzip des Kohlemikrofons handelt es sich um einen nützlichen „Wackelkontakt“.

## „Falscher“ Wackelkontakt
Gelegentlich hat ein Gerät gar keinen Wackelkontakt, sondern ein geräteseitiger Netzstecker wurde nicht richtig eingesteckt, sodass kein sauberer dauerhafter Kontakt entsteht. Netzstecker, die sich nicht entsprechend richtig einstecken lassen oder aus ihrer Stellung herausrutschen, müssen ersetzt werden.